# Potap

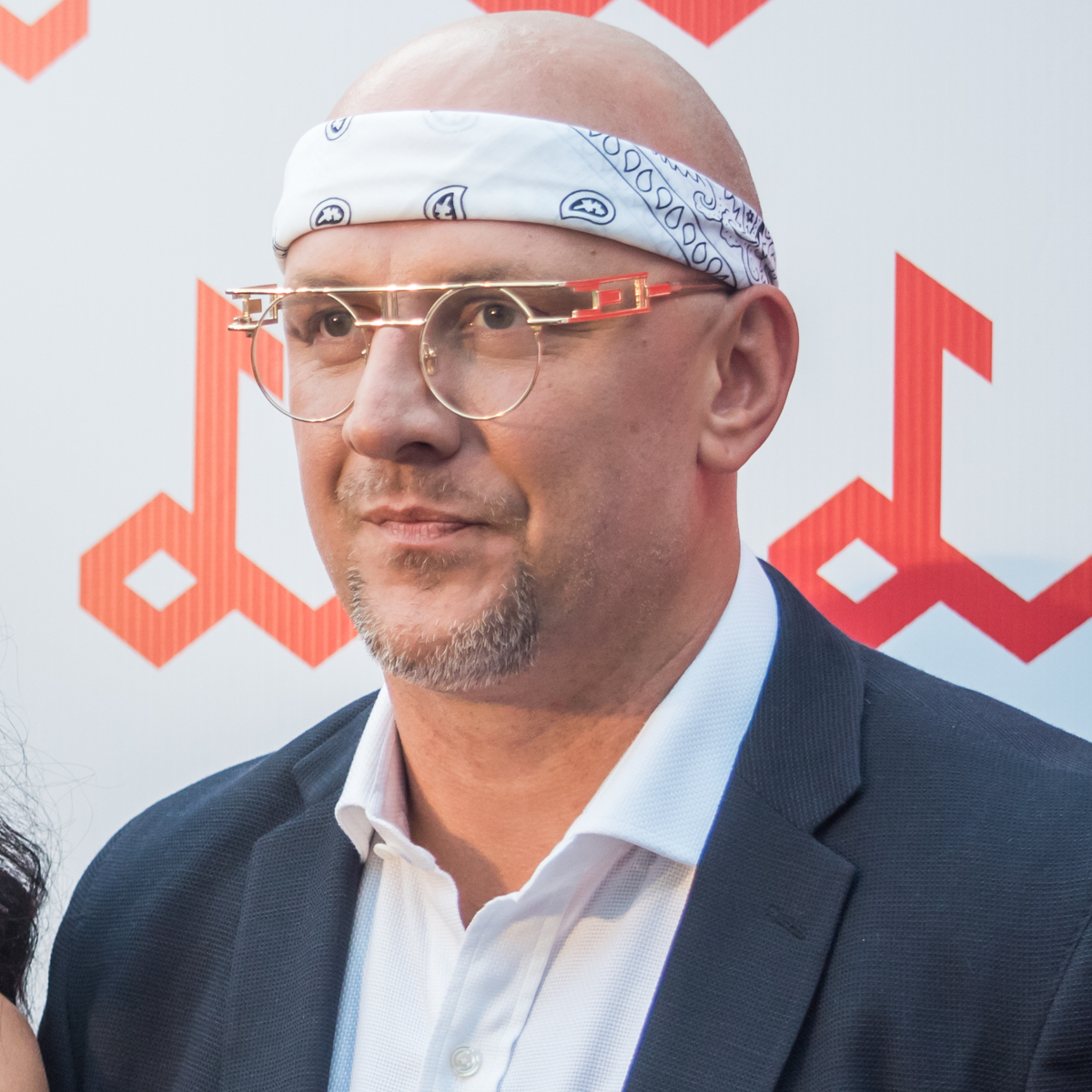
Potap (2017)

Potap (bürgerlich Oleksij Andrijowytsch Potapenko; ukrainisch Потапенко Олексій Андрійович, russisch Алексе́й Андре́евич Потапенко; * 8. Mai 1981 in Kiew) ist ein ukrainischer R&B- und Hip-Hop-Künstler, sowie Songwriter.
Seine Songs produziert und singt er hauptsächlich mit Nastja Kamenskich aber auch mit Dyadya Vadya (Дядя Вадя) und UGO. Er ist ehemaliges Mitglied der Band VUZV und Gründer des Labels Empire Label.
Er schreibt ebenfalls Lieder für Michelle Andrade.

## Karriere
2006 produzierte er als Mitglied der Hip-Hop-Band Vkhid u Zminnomu Vzutti (VUZV) das Album Prosto. Unter seiner Regie wurden die Musikvideos zu den Liedern Shtolnya, Super und dem Album gegebenen Namen Prosto gedreht. Zu dem Film Shtolnya schrieb er den Soundtrack. Alle Lieder von VUZV wurden in Ukrainisch gesungen.
Bei der ukrainischen Plattenfirma Music-Motors lernten sich Potap und Nastja Kamenskich kennen. Die beiden gewannen im Jahr 2007 einen Musikwettbewerb in Sotschi und erlangten so an Bekanntheit in Russland. Ihr gemeinsames Lied „Ne para“ (deutsch Kein Paar) wurde zu einem Erfolg in Russland, der Ukraine und  anderen Ländern. Duetts mit Nastja Kamenskich werden auf Russisch gesungen.

## Diskografie als Potap & Nastya (Потап и Настя)

### Alben
- 2008: Не пара
- 2009: Не люби мне мозги
- 2013: Всё пучком
- 2015: Щит и Мяч

### Live-Alben
- 2016: Золотые киты - 10 лет (Live in Kiev)

### EPs
- 2013: Не могу я без тебя

### Singles (Auswahl)
- 2008: Не Пара
- 2008: Почему
- 2008: Крепкие Орешки
- 2008: В Натуре
- 2009: Не люби мне мозги
- 2011: Чумачечая весна
- 2011: Мы отменяем К.С.
- 2011: Не хватило воздуха
- 2012: РуРуРу
- 2013: Всё пучком
- 2013: Если Вдруг
- 2013: Вместе
- 2015: Бумдиггибай
- 2015: Стиль Cобачки (mit Byanka)
- 2016: Умамы
- 2016: Я......Я

### Solo-Alben (als Потап)
- 2004: На другой волне или ано канешно потомушо шож
- 2008: Мы Богаче (mit Дядя Вадя & Юго)

### Weitere Songs (als Потап)
- 2010: Пронто (mit Vera Brezhneva)

- Kapaet (Капает), ein Remix von einem Lied von UGO
- Ya Pomnyu (Я Помню)  mit Dyadya Vadya and UGO
- Natasha (Наташа) mit Dyadya Vadya and UGO
- Shtolnya (Штольня) mit VUZV, XS und New'Z'cool
- Prosto (Просто) mit VUZV
- Super (Супер) mit VUZV
- Club (Клуб) mit New'Z'cool und UGO